# Bibliothekarische Vereinigungen
Im Bibliothekswesen gibt es eine Vielzahl von Organisationen und Institutionen, die oft selbst zahlreiche Regional- und Untergruppen besitzen. Die Verbandslandschaft ist national sehr unterschiedlich. Teilweise übernehmen Verbände infrastrukturelle Aufgaben für das Bibliothekswesen und werden dann oft von staatlichen Stellen mitfinanziert, teilweise sind sie reine Vertretungen von Bibliotheken oder Bibliothekspersonal. In vielen Fällen überschneiden sich diese Aufgaben auch. Gerade fachlich spezifische Bibliotheken sind auch über nationale Grenzen hinweg organisiert.

## Dachverband
Gemeinsamer Dachverband des Bibliotheks- und Informationswesens ist Bibliothek & Information Deutschland (BID) – Bundesvereinigung Deutscher Bibliotheks- und Informationsverbände e. V., am 1. Juli 2004 entstanden durch den Zusammenschluss der Bundesvereinigung Deutscher Bibliotheksverbände (BDB) und der Deutschen Gesellschaft für Informationswissenschaft und Informationspraxis (DGI).

## Bibliotheksverbände
Deutschland
Der Deutsche Bibliotheksverband ist die Vereinigung eines Großteils der deutschen Bibliotheken.
Der DBV ist in Sektionen für einzelne Bibliothekstypen unterteilt (darunter die Arbeitsgemeinschaft der Spezialbibliotheken (ASpB)).
Die Bibliotheken eines oder mehrerer Bundesländer unterhalten regionale Verbundsysteme. Diese betreiben einen regionalen Verbundkatalog, regeln den auswärtigen Leihverkehr und fungieren (z. B. durch die Veranstaltung von Fortbildungen) als Servicezentren für die Bibliotheken eines Verbundes. Zu den bibliothekarischen Landesverbänden zählt der Verband der Bibliotheken des Landes Nordrhein-Westfalen.
Wichtige landesweite Bibliothekskonferenz ist der Deutsche Bibliothekartag Siehe: Liste der Deutschen Bibliothekartage

### Deutschland
In Deutschland gibt es folgende Verbünde:
- Gemeinsamer Bibliotheksverbund (GBV)
- Kooperativer Bibliotheksverbund Berlin-Brandenburg (KOBV)
- Nordrhein-Westfälischer Bibliotheksverbund (HBZ-NRW)
- Hessisches Bibliotheks-Informationssystem (HeBIS)
- Südwestdeutscher Bibliotheksverbund (SWB)
- Bibliotheksverbund Bayern (BVB)

### Österreich
In Österreich sind die wissenschaftlichen Bibliotheken im Österreichischen Bibliothekenverbund (OBV), öffentliche Büchereien im Büchereiverband Österreichs (BVÖ) und die katholischen Bibliotheken im Österreichischen Bibliothekswerk (ÖBW) zusammengeschlossen. Als Vertretung für Personen, die im (hauptsächlich wissenschaftlichen) Bibliothekswesen beschäftigt sind, fungiert die Vereinigung Österreichischer Bibliothekarinnen und Bibliothekare (VÖB). Ein Pendant für Beschäftigte in öffentlichen Bibliotheken gibt es nicht.

### Schweiz
Bibliosuisse ist seit 2019 der gemeinsame Verband für Wissenschaftliche und Öffentliche Bibliotheken in der Schweiz und Liechtenstein. Er wurde gebildet durch eine Zusammenführung von Bibliothek Information Schweiz (BIS) und Schweizerische Arbeitsgemeinschaft der allgemeinen öffentlichen Bibliotheken (SAB).

### Italien
Die Associazione italiana biblioteche ist der nationale Bibliotheksverband.
In Südtirol existiert zusätzlich der bibliotheks verband südtirol auf regionaler Ebene.

### Großbritannien
- Chartered Institute of Library and Information Professionals

### USA
Die American Library Association ist die Vereinigung amerikanischer Bibliotheken.

### Japan
Der japanische Bibliotheksverband nennt sich Nihon Toshokan Kyōkai.

## Bibliotheksverbände von Fachbibliotheken
Auf internationaler Ebene sind Fachbibliotheken in der Special Libraries Association vertreten. Daneben gibt es auch spezielle Organisationen für medizinische, theologische, juristische usw. Fachbibliotheken.

## Bibliotheksverbände von Behördenbibliotheken
Eine eigenständige Organisation ist die Arbeitsgemeinschaft der Parlaments- und Behördenbibliotheken. Häufig gibt es auch Landesverbände oder Arbeitsgemeinschaften wie den Bibliotheksverbund der Landesbehörden Nordrhein-Westfalen, den Thüringer Arbeitskreis der Behördenbibliotheken, die Arbeitsgemeinschaft Niedersächsischer Behördenbibliotheken usw.

## Bibliotheksverbände medizinischer Fachbibliotheken
Organisationen sind die Arbeitsgemeinschaft für Medizinisches Bibliothekswesen, auf internationaler Ebene die Medical Library Association, europaweit die Association for Health Information and Libraries (EAHIL).

## Bibliotheksverbände theologischer Fachbibliotheken
Die katholischen Bibliotheken Deutschlands sind im Borromäusverein (beziehungsweise für Bayern im Sankt Michaelsbund) zusammengefasst. Der Deutsche Verband Evangelischer Büchereien ist der Fachverband für das evangelische öffentliche Büchereiwesen.
Weitere Organisationen sind der Verband kirchlich-wissenschaftlicher Bibliotheken und die Arbeitsgemeinschaft der Archive und Bibliotheken in der evangelischen Kirche,
weiterhin der Verband Europäische Bibliotheken für Theologie.
Die wissenschaftlichen Bibliotheken in Trägerschaft der katholischen Kirche im deutschsprachigen Raum sind in der AKThB Arbeitsgemeinschaft Katholisch-Theologischer Bibliotheken organisiert. Diese Vereinigung hat zurzeit 138 Mitgliedsbibliotheken.
In den USA existiert die American Theological Library Association, in Großbritannien die Association of British Theological and Philosophical Libraries.

## Bibliotheksverbände juristischer Fachbibliotheken
Für den Fachbereich der Rechtsbibliotheken gibt es die Arbeitsgemeinschaft für juristisches Bibliotheks- und Dokumentationswesen, auf internationaler Ebene die International Association of Law Libraries, in Großbritannien gibt es die British and Irish Association of Law Librarians.

## Bibliotheksverbände für Kunstbibliotheken
In Deutschland gibt es die Arbeitsgemeinschaft der Kunst- und Museumsbibliotheken, in
den USA gibt es die Art Libraries Society of North America, in Großbritannien gibt es die UK & Ireland Art Libraries Society, weiterhin gibt es die Art Libraries Society.

## Bibliotheksverbände für Musikbibliotheken
Die Internationale Vereinigung der Musikbibliotheken, Musikarchive und Musikdokumentationszentren, bekannt auch unter der französischen Bezeichnung Association Internationale des Bibliothèques, Archives et Centres de Documentation Musicaux (AIBM) vertritt weltweit alle Musikbibliotheken, Musikarchive und Musikdokumentationszentren. In den USA gibt es die Music Library Association.

## Bibliotheksverbände für Forschungsbibliotheken
International existiert die International Association of Scientific and Technological University Libraries, europaweit gibt es die Ligue des Bibliothèques Européennes de Recherche und das Consortium of European Research Libraries. In den USA gibt es die Association of Research Libraries (ARL). In Kanada gibt es die Canadian Association of Research Libraries.

## Bibliotheksverbände für Schulbibliotheken
Es gibt u. a. die School Library Association (SLA), die International Association of School Librarianship und das European Network for School Libraries and Information Literacy.

## Berufsverbände
Der seit dem Jahr 2000 bestehende Berufsverband Information Bibliothek (BIB) ist aus dem Verein der Bibliothekare an Öffentlichen Bibliotheken (VBB) und dem Bundesverein der Bibliotheksassistent/innen und anderer Mitarbeiter/innen an Bibliotheken (BBA), die 1997 zum Verein der Bibliothekare und Assistenten (vba) fusionierten, und dem Verein der Diplom-Bibliothekare an wissenschaftlichen Bibliotheken (VdDB) hervorgegangen. In ihm sind Personen aus dem gesamten Bibliotheks- und Informationswesens vereinigt. Daneben existiert der Verein Deutscher Bibliothekarinnen und Bibliothekare (VDB) für die wissenschaftlichen Angestellten des höheren Dienstes.
BIB und VDB sind neben dem DBV, der ekz und dem Goethe-Institut Mitglied in der Bibliothek und Information Deutschland (BID), die unter anderem die allgemeinen bibliothekspolitischen Interessen der beteiligten Verbände gegenüber der Öffentlichkeit vertritt.
In Österreich vertritt die Vereinigung österreichischer Bibliothekarinnen und Bibliothekare (VÖB) und in Südtirol der Bibliotheksverband Südtirol (BVS) die Interessen der Bibliothekarinnen und Bibliothekare.
Der Arbeitskreis kritischer Bibliothekarinnen und Bibliothekare (KRIBIBI) in Österreich und der Arbeitskreis kritischer BibliothekarInnen (Akribie) in Deutschland sind zwei Organisationen, die sich – wie das Forum InformatikerInnen für Frieden und gesellschaftliche Verantwortung (FIfF) für den Bereich der Informatik – gezielt auch mit den sozialen und gesellschaftlichen Aspekten der Verbreitung von Informationen beschäftigen. Der Arbeitskreis kritischer BibliothekarInnen (Akribie) in Deutschland hat sich im Jahr 2011 aufgelöst.

## Dienstleister
Die Deutsche Nationalbibliothek (DNB) übernimmt mit der Erstellung der Deutschen Nationalbibliografie unter anderem eine hervorragende Stellung bei der Katalogisierung.
Nach Auflösung des Deutschen Bibliotheksinstituts (DBI) hat sie zusätzlich einige dessen Aufgaben übernommen.
Andere Aufgaben werden nunmehr kooperativ vom Kompetenznetzwerk für Bibliotheken ausgeführt.
Die Deutsche Forschungsgemeinschaft (DFG) trägt maßgeblich zur Förderung wissenschaftlicher Bibliotheken bei und übt durch ihre Förderpolitik einen starken Einfluss auf die Entwicklung des Bibliothekswesens aus. Ein wesentlicher Beitrag für die überregionale Literaturversorgung war die Koordination und Förderung der Sondersammelgebiete an deutschen Bibliotheken.
Die Einkaufszentrale für öffentliche Bibliotheken (ekz) in Reutlingen fungiert seit 1947 als Dienstleister für öffentliche Bibliotheken. Zum Angebot gehören unter anderem Medienlieferungen und ihre technische Verarbeitung, Lektoratsdienst sowie Möbel und anderes Bibliotheksmaterial.
Die Fachstellen für öffentliche Bibliotheken bieten Beratungs- und andere Dienstleistungen für öffentliche Bibliotheken und deren Träger. Es handelt sich dabei um nicht kommerzielle Einrichtungen, die in den Bundesländern unterschiedlich aufgestellt sind. Das Angebot der Fachstellen richtet sich grundsätzlich an alle kommunalen öffentlichen Bibliotheken, sie unterstützen insbesondere aber auch die kleineren öffentlichen Bibliotheken ihres Zuständigkeitsbereichs.
In Österreich übernimmt der Österreichische Bibliothekenverbund zentrale Dienstleistungsaufgaben.

## Internationale Vereinigungen
Die wichtigste internationale bibliothekarische Vereinigung ist die International Federation of Library Associations and Institutions (IFLA) mit Sitz in Den Haag.
Der europäische Dachverband der nationalen Bibliotheks-, Dokumentations- und Archiverbände,
European Bureau of Library, Information and Documentation Associations (EBLIDA), versteht sich als Interessenvertretung auf europäischer Ebene, vor allem im Rahmen der EU. Die Geschäftsstelle hat ihren Sitz in Den Haag. Für spezielle wissenschaftliche Bibliotheken gibt es das Consortium of European Research Libraries.
Weiterhin gibt es den Internationalen Archivrat (ICA) und für kulturelle Schutzgüter die Organisation Blue Shield International, für Museen gibt es das International Council of Museums (ICOM). Eine afrikanische Bibliotheksorganisation ist die African Library and Information Associations and Institutions.

## Ehemalige Verbände
Zu den ehemaligen Institutionen gehören beispielsweise das Deutsche Bibliotheksinstitut
 oder das Zentralinstitut für Bibliothekswesen.